# Montoro-Adamuz
DO Montoro-Adamuz es una denominación de origen protegida (DOP) para los aceites de oliva vírgenes extra que, reuniendo las características definidas en su reglamento, hayan cumplido con todos los requisitos exigidos en el mismo. 

## Zona de producción
La zona comprende los siguientes municipios de la provincia de Córdoba: Montoro, Adamuz, Espiel, Hornachuelos, Obejo, Villaharta, Villanueva del Rey y Villaviciosa de Córdoba, que constituyen la comarca agraria de La Sierra. La zona limita por el Sur con el río Guadalquivir, al norte con la meseta norte de la Provincia de Córdoba, y al Este y Oeste con Jaén y Sevilla respectivamente.
El porcentaje de superficie correspondiente a olivar, de la superficie cultivada en la zona geográfica amparada bajo la Denominación de Origen Protegida «Montoro-Adamuz», es de un 51,43%. La zona de elaboración y envasado coincide con la de producción.

## Variedades aptas
La elaboración de los aceites protegidos procede del fruto del olivo (Olea europaea) de las variedades siguientes: Picual (Nevadillo Blanco), Nevadillo negro, Lechín, Picudo y Carrasqueño, considerando como variedades principales Picual (Nevadillo Blanco) y Nevadillo Negro; la extracción se realiza exclusivamente por procedimientos mecánicos o físicos que no produzcan alteración del aceite, conservando su sabor, aroma y características del fruto de que procede.